# Ja nemodnij
Ja nemodnij è un singolo del cantautore russo Nikolaj Noskov, il primo estratto dal suo album di debutto Blaž e pubblicato nel 1996.